# Bülent Gürbüz
Bülent Gürbüz (* 26. Dezember 1930 in Istanbul; † 7. Dezember 2004 ebenda) war ein türkischer Fußballtorhüter und -trainer. Er war lange Zeit sowohl für Beşiktaş Istanbul als auch für den Erzrivalen Galatasaray Istanbul tätig und wird deswegen mit beiden Vereinen assoziiert.

## Spielerkarriere

### Die ersten Jahre und Beşiktaş Istanbul
Gürbüz begann mit dem Fußball in den Straßen von Istanbul. Anschließend wurde er in die Nachwuchsabteilung von Beşiktaş Istanbul aufgenommen. Zur Saison 1952/53 holte der damalige Cheftrainer Sadri Usuoğlu Gürbüz in den Kader der ersten Mannschaft. Zum Zeitpunkt seiner Aufnahme in die erste Mannschaft Beşiktaş' existierte in der Türkei keine landesweite Profiliga. Stattdessen existierten in Ballungszentren wie Istanbul, Ankara, Izmir und Eskişehir regionale Ligen, von denen die İstanbul Profesyonel Ligi bzw. auch als İstanbul Profesyonel Küme bekannt (dt.: Istanbuler Profiliga) als die Renommierteste galt. Gürbüz wurde als Konkurrent für die beiden anderen Torhüter Ergun Aker und Mehmet Atçılar in die erste Mannschaft aufgenommen. Sein Debüt für Beşiktaş gab Gürbüz während der Partie in der Istanbuler Profiliga vom 6. Januar 1953 gegen Adalet SK. In dieser Partie spielte er über die volle Spiellänge. Nachdem beide Torhüter nicht die erwarteten Leistungen zeigen konnten, übernahm Gürbüz etwa zur Saisonmitte das Tor und verteidigte es bis zum Saisonende. Im gesamten Saisonverlauf wurde er in acht Partien eingesetzt und wies damit die meisten Spiele aller drei Torhüter auf. Sein Team lieferte sich in dieser Saison über den gesamten Saisonverlauf mit dem Erzrivalen Fenerbahçe Istanbul ein Kopf-an-Kopf-Rennen um die Meisterschaft, vergab sie aber letztendlich mit einem Drei-Punkte-Rückstand an den Erzrivalen. In der nächsten Saison konkurrierte die Mannschaft dieses Mal mit Galatasaray Istanbul um die Istanbuler Meisterschaft, hängte dieses Mal den Konkurrenten relativ früh ab und wurde mit fünf Punkten Abstand zu diesem Istanbuler Fußballmeister. Gürbüz steigerte seine Leistungen und spielte in dieser Saison unangefochten als Stammtorhüter.
In der Saison 1954/55 holte der Cheftrainer Sandro Puppo aus der Nachwuchsabteilung den siebzehnjährigen Torhüter Varol Ürkmez. Dieser stellte sich als ernstzunehmende Konkurrenz für Gürbüz heraus und ersetzte in fünf Ligaspielen den erfahrenen Gürbüz. Sein Team lieferte sich in dieser Saison über den gesamten Saisonverlauf mit dem Erzrivalen Galatasaray Istanbul ein Kopf-an-Kopf-Rennen um die Meisterschaft. Am Saisonende beendete Gürbüz' Mannschaft die Liga punktgleich und mit gleichem Torverhältnis wie Galatasaray und wurde aufgrund des direkten Vergleiches nur Vizemeister. In der nächsten Saison konkurrierte die Mannschaft erneut mit Galatasaray um die Istanbuler Meisterschaft und vergab sie dieses Mal deutlich mit einem drei Punkte Rückstand. Gürbüz verlor dieses Mal noch mehr Ligaeinsätze an Ürkmez. In der Saison 1956/57 verdrängte Ürkmez Gürbüz endgültig als Stammtorhüter und absolvierte nahezu alle Pflichtspiele seiner Mannschaft. In der Liga blieb der Verein weit abgeschlagen von der Tabellenspitze ohne Titelambitionen. Nach dem Saisonende nahm Beşiktaş am Federasyon Kupası (dt. Verbandspokal) teil, wobei Gürbüz im Laufe dieses Turniers lediglich bei einer Begegnung zum Einsatz kam. Sein Team wurde Turniersieger, wodurch auch Gürbüz zum ersten Mai diesen Titel gewann.

### Kasımpaşa Istanbul
Im Sommer 1957 verließ Gürbüz Beşiktaş und wechselte innerhalb der Liga zu Kasımpaşa Istanbul. Bei diesem Verein etablierte er sich auf Anhieb zum Stammspieler, spielte aber mit diesem Team zwei Spielzeiten lang ohne Titelambitionen in der Istanbuler Profiliga.
Im Frühjahr 1959 wurde mit der Millî Lig (der heutigen Süper Lig) die erste landesweit ausgelegte Nationalliga der Türkei gegründet. Diese Liga löste die regionalen Ligen in den größeren Ballungszentren, wie z. B. die Istanbuler Profiliga, als höchste und einzige türkische Spielklasse ab. Aus der Istanbuler Profiliga wurden die ersten acht Mannschaften in diese Liga aufgenommen. Da allerdings Gürbüz mit Kasımpaşa in der letzten Saison der Istanbuler Profiliga den vorletzten und damit neunten Tabellenplatz belegt hatte, musste der Klub weiterhin in der Istanbuler Profiliga spielen, die fortan den Charakter der zweithöchsten Profiliga hatte. So spielte Gürbüz ein Jahr lang in der 2. Liga. Zur zweiten Saison der Millî Lig, der Saison 1959/60 wurde die Liga von bisher 16 Mannschaften auf 20 erhöht. Unter den vier neuen Vereinen befand sich auch Kasımpaşa, wodurch der Verein wieder in der höchsten türkischen Spielklasse spielte. Gürbüz der bereits seit zwei Spielzeiten mit seinem Teamkollegen Hazım Cantez um den Posten des Stammtorhüters konkurrierte, war nicht mehr unumstrittener Stammkeeper und wurde etwa die Hälfte der Ligaeinsätze durch Cantez ersetzt.

### Galatasaray Istanbul
Im Sommer 1960 suchte der türkische Spitzenklub Galatasaray Istanbul einen guten und erfahrenen Ersatzkeeper für den damals sowohl bei Galatasaray als auch in der türkischen Nationalmannschaft unangefochtenen Torhüter Turgay Şeren. In der letzten Saison versuchte der Verein mit den jungen Ersatzkeepern Yüksel Alkan, Sedat Günertem und Sabri Dino auszukommen, erhielt aber nicht die erwartete Zufriedenheit. Im Sommer übernahm die ehemalige Spielerlegende des Vereins, Gündüz Kılıç, das Amt des Cheftrainers. Unter diesem Trainer wurde Gürbüz als Ersatz für Şeren verpflichtet. Damit spielte Gürbüz ab der Saison 1960/61 mit solchen Spielern wie Turgay Şeren, Candemir Berkman, Suat Mamat, Ahmet Berman, Metin Oktay, Uğur Köken, Ayhan Elmastaşoğlu, alles Koryphäen des türkischen Fußballs, in einer Mannschaft. In seiner ersten Saison bei den Rot-Gelben lieferte sich die Mannschaft mit dem Erzrivalen Fenerbahçe Istanbul einen Wettlauf um die türkische Meisterschaft und vergab sie am Ende mit einem Punk Rückstand an Fenerbahçe. Gürbüz saß in dieser Saison wie erwartet fast ausschließlich auf der Ersatzbank und spielte nur wenn Şeren verletzungsbedingt ausfiel oder eine Spielsperre aussitzen musste.
In der nächsten Saison lieferte sich seine Mannschaft erneut mit Fenerbahçe einen über die ganze Saison fortlaufenden Wettkampf um die türkische Meisterschaft und beendete die Saison diesmal aber mit einem Vier-Punkte-Vorsprung als Meister. Damit wurde sowohl Galatasaray als auch Gürbüz zum ersten Mal türkischer Fußballmeister. Er absolvierte in dieser Saison zwei Ligaspiele. Auch in der Saison 1962/63 gelang dem Klub die türkische Meisterschaft und damit die Titelverteidigung. Seine Mannschaft gewann in dieser Saison auch den neu eingeführten Türkischen Fußballpokal und wurde damit sowohl erster türkischer Pokalsieger als auch erster türkischer Double-Sieger. Da Şeren etwa ab der Mitte der Saison ausgefallen war, stand Gürbüz nahezu bei allen verbliebenen Spielen im Tor und hatte dadurch größeren Anteil an diesen Erfolgen. Zudem schaffte es Gürbüz' Team im Europapokal der Landesmeister 1962/63 bis ins Viertelfinale zu kommen und erreichte so die bis dato beste Platzierung einer türkischen Mannschaft in diesem Wettbewerb im Speziellen und in allen europäischen Vereinswettbewerben im Allgemeinen. Im Viertelfinale scheiterte die Mannschaft an AC Mailand.
In den nächsten beiden Spielzeiten verpasste Gürbüz mit seinem Team in der Liga die Titelverteidigung, holte aber zum zweiten und dritten Mal den Türkischen Fußballpokal. Dadurch war Gürbüz auch Teil jener Mannschaft, die zum ersten Mal den Türkischen Fußballpokal drei Mal in Folge gewinnen konnte. Gürbüz übergab in der Saison 1963/64 das Tor wieder dem wiedergenesenen Şeren, kam aber im Saisonverlauf trotzdem auf insgesamt acht Einsätze. In der nächsten Saison übernahm er aber erneut über weite Strecken das Tor. Zum Saisonende vergab man die Meisterschaft mit sechs Punkten Unterschied deutlich an den Erzrivalen Beşiktaş, konnte aber zum vierten Mal in Folge den Türkischen Fußballpokal gewinnen und damit einen bis heute gültigen Rekord in diesem Wettbewerb aufstellen. In der nächsten Saison spielte Gürbüz' mit seiner Mannschaft zwar lange Zeit um die Meisterschaft mit, jedoch wurde die Saison auf dem dritten Tabellenplatz beendet. Darüber hinaus schied die Mannschaft im sonst sicheren Türkischen Fußballpokal bereits im Viertelfinale gegen Altay Izmir aus und beendete die Saison titellos.
Nach vier titellosen Spielzeiten in der türkischen Meisterschaft und der insgesamt titellosen letzten Saison wurde im Sommer 1967 der langjährige Trainer Gündüz Kılıç durch Bülent Eken abgelöst. Mit diesem neuen Trainer startete die Mannschaft in die neue Spielzeit mit dem Sieg des vorsaisonalen Pokalwettbewerbs des TSYD-Istanbul-Pokals. Gürbüz ersetzte auch in dieser Saison über weite Strecken Şeren und brachte es auf 22 Ligaeinsätze. Nachdem auch mit diesem Trainer die erhoffte türkische Meisterschaft ausblieb und die Mannschaft mit einem noch größeren Punkteabstand zu dem Erst- und Zweitplatzierten die Saison auf dem dritten Tabellenplatz beendet hatte und auch im türkischen Pokal im Halbfinale ausgeschieden war, wurde im Sommer 1968 im Kader eine große Revision durchgeführt und viele gestandene Profis an andere Vereine abgegeben. So beendete von den Torhütern Şeren seine Karriere und dem 36-jährige Gürbüz wurde ein Wechsel nahegelegt.

### Boluspor und Muğlaspor
Nach der Kaderrevision bei Galatasaray verließ Gürbüz den Verein und wechselte zur Saison 1967/68 zum Zweitligisten Boluspor. Bei diesem Verein konnte er sich gegen den zweiten Torhüter Mehmet Başaygün nicht durchsetzen. So verließ er bereits nach einer Saison Boluspor und wechselte einer Liga tiefer zu Muğlaspor. Bei diesem Klub arbeitete er ein Jahr lang als Spielertrainer und beendete anschließend seine Karriere.

### Nationalmannschaft
Zu Gürbüz' stärkster Zeit waren in der türkischen Nationalmannschaft die beiden Torhüter Şükrü Ersoy und Turgay Şeren gesetzt. So wurde Gürbüz nur als dritter Torhüter nominiert. Sein erstes und einziges Länderspiel absolvierte er am 26. Juni 1955 gegen die Italienische Nationalmannschaft.

## Trainerkarriere
Bereits in seiner letzten Saison als Spieler arbeitete er bei Muğlaspor als Spielertrainer und war damit erstmals als Trainer tätig. Anschließend trainierte er mehrere Male Çanakkalespor. Darüber hinaus betreute er die Vereine Galata SK, TEKEL SK und Bağlarbaşıspor.

## Tod
Am 7. Dezember 2004 verstarb Gürbüz. Aufgrund einer lang anhaltenden Krankheit verlor er zuvor sein Sprachvermögen. Er wurde am nächsten Tag nach dem Mittagsgebet in der Istanbuler Selimiye-Moschee auf dem Karacaahmet Friedhof beigesetzt.

## Erfolge
Mit Beşiktaş Istanbul
- Meister der İstanbul Profesyonel Ligi: 1953/54
- Verbandspokalsieger: 1956/57, 1957/58

Mit Galatasaray Istanbul
- Türkischer Meister: 1961/62, 1962/63
- Türkischer Pokalsieger: 1962/63, 1963/64, 1964/65, 1965/66
- Präsidenten-Pokalsieger: 1965/1966
- TSYD-Istanbul-Pokalsieger: 1963/64, 1966/67
- Viertelfinalist im Europapokal der Landesmeister: 1962/63